# Barbara Meyer (Politikerin)
Barbara Meyer (* 21. Mai 1984) ist eine deutsche Politikerin (Bündnis 90/Die Grünen) und seit dem 3. Februar 2020 Bürgermeisterin der Stadt Saarbrücken. Sie war vom 20. Juni bis 15. Juli 2021 die Landesvorsitzende von Bündnis 90/Die Grünen Saarland und trat zur Landtagswahl 2017 als Co-Spitzenkandidatin an.

## Leben
Barbara Meyer studierte Politikwissenschaften und Volkswirtschaftslehre an der Ludwig-Maximilians-Universität München. Bis 2017 war sie wissenschaftliche Mitarbeiterin in der Fraktion der Grünen im Landtag des Saarlandes. Nach dem Ausscheiden der Grünen aus dem Landtag war sie als Referatsleiterin im saarländischen Finanzministerium tätig.
Seit Februar 2020 ist sie als Nachfolgerin von Ralf Latz hauptamtliche Bürgermeisterin sowie Finanzdezernentin der Stadt und damit Stellvertreterin von Oberbürgermeister Uwe Conradt.

### Politik
Meyer war zur Bundestagswahl 2013 Direktkandidatin für die Grünen im Wahlkreis Saarbrücken und erreichte 5,3 Prozent der Stimmen. Sie war seit 2014 Kreisvorsitzende der Grünen im Regionalverband Saarbrücken und kandidierte 2017 zusammen mit Hubert Ulrich als Spitzenkandidatin zur Landtagswahl. Da die Grünen mit einem Ergebnis von 4,0 Prozent an der Fünf-Prozent-Hürde scheiterten, zog sie nicht in das saarländische Landesparlament ein. Von 2018 bis 2021 war sie Generalsekretärin ihres Landesverbandes.
2019 kandidierte sie für das Oberbürgermeisteramt in Saarbrücken und erreichte 14,4 Prozent der Stimmen, schaffte allerdings nicht den Einzug in die Stichwahl. Im November 2019 wurde sie mit 36 von 63 Stimmen zur neuen Bürgermeisterin und Finanzdezernentin der Landeshauptstadt gewählt und erreichte damit zwei Stimmen mehr als die regierende Jamaika-Koalition Sitze im Stadtrat hat. Sie trat im Zuge ihrer Wahl von ihrem Stadtratsmandat zurück.
Beim Landesparteitag der saarländischen Grünen im Juni 2021 wurde Meyer zusammen mit Ralph Rouget zur gleichberechtigten Co-Vorsitzenden in einer Doppelspitze gewählt. Im Zuge der Kontroverse um die Nominierung Hubert Ulrichs als Spitzenkandidat für die Bundestagswahl 2021 trat sie am 15. Juli 2021 von ihrem Amt zurück.